# 第36回ロサンゼルス映画批評家協会賞
36th LAFCA Awards

2010年12月12日

作品賞: 

 ソーシャル・ネットワーク 
第36回ロサンゼルス映画批評家協会賞は、ロサンゼルス映画批評家協会が2010年の映画作品に贈る賞である。2010年12月12日に発表された。

## 受賞一覧
- 主演男優賞: 
  - コリン・ファース – 『英国王のスピーチ』 - ジョージ6世役
  - 次点: エドガー・ラミレス - 『コードネーム: カルロス 戦慄のテロリスト』 - カルロス役

- 主演女優賞:
  - キム・ヘジャ – 『母なる証明』 - 母親役
  - 次点: ジェニファー・ローレンス - 『ウィンターズ・ボーン』 - リー・ドリー役

- アニメ映画賞:
  - 『トイ・ストーリー3』
  - 次点: イリュージョニスト』

- 撮影賞:
  - 『ブラック・スワン』 - マシュー・リバティーク
  - 次点: 『トゥルー・グリット』 - ロジャー・ディーキンス

- 監督賞 (タイ):
  - デヴィッド・フィンチャー - 『ソーシャル・ネットワーク』
  - オリヴィエ・アサヤス - 『コードネーム: カルロス 戦慄のテロリスト』

- ドキュメンタリー映画賞:
  - 『最後の帰郷列車』
  - 次点: 『イグジット・スルー・ザ・ギフトショップ』

- 作品賞:
  - 『ソーシャル・ネットワーク』
  - 次点: 『コードネーム: カルロス 戦慄のテロリスト』

- 外国語映画賞:
  - 『コードネーム: カルロス 戦慄のテロリスト』 •  フランス/ ドイツ
  - 次点: 『母なる証明』 •  韓国

- 美術賞:
  - 『インセプション』 - ガイ・ヘンドリックス・ダイアス
  - 次点: 『英国王のスピーチ』 - イヴ・スチュアート

- 脚本賞:
  - 『ソーシャル・ネットワーク』 - アーロン・ソーキン
  - 次点: 『英国王のスピーチ』 - デヴィッド・サイドラー

- 助演男優賞:
  - ニエル・アレストリュプ - 『預言者』 - セザール・ルチアーニ役
  - 次点: ジェフリー・ラッシュ - 『英国王のスピーチ』 - ライオネル・ローグ役

- 助演女優賞:
  - ジャッキー・ウィーヴァー - 『アニマル・キングダム』 - ジャニー・“スマーフ”・コディ役
  - 次点: オリヴィア・ウィリアムズ - 『ゴーストライター』 - ルース・ラング役